# كيرك برودفود
كيرك برودفود (بالإنجليزية: Kirk Broadfoot)‏ (مواليد 8 أغسطس 1984 في إرفين) لاعب كرة قدم إسكتلندي دولي يجيد اللعب في خط الدفاع . يلعب حاليا لصالح نادي رينجرز الإسكتلندي منذ 2007 .

## مسيرته الكروية
لعب كيرك برودفود خلال مسيرته الاحترافية مع 6 أندية في واحد وعشرون موسمًا وسجل خلالها 19 هدفًا ضمن 433 مباراة. حيث فاز في موسمين بالكأس وفي ثلاثة مواسم بالدوري.
خاض كيرك برودفود مسيرته مع نادي هيبرنيان في موسم 2001–02 لمدة موسم واحد، لم يشارك في أي مباراة ولم يسجل أي هدف. ثم انتقل إلى نادي سانت ميرين في موسم 2002–03 ليلعب معه ستة مواسم، حيث شارك في 162 مباراة سجل خلالها 13 هدفًا. لينتقل بعدها إلى نادي رينجرز في موسم 2007–08 ليلعب معه ستة مواسم، مشاركًا في 80 مباراة سجل خلالها هدفًا واحدًا. ثم انتقل إلى نادي بلاكبول في موسم 2012–13 ولمدة موسمين، مشاركًا في 65 مباراة سجل خلالها هدفين. هذا وانتقل لاحقًا إلى نادي روذرهام يونايتد في موسم 2014–15 واستمر معه طيلة ثلاثة مواسم، مشاركًا في 60 مباراة سجل خلالها هدفًا واحدًا. ثم انتقل بعدها إلى نادي كيلمارنوك في موسم 2017–18 واستمر معه طيلة ثلاثة مواسم، مشاركًا في 66 مباراة سجل خلالها هدفين.

## روابط خارجية
- كيرك برودفود على موقع الاتحاد الإسكتلندي (الإنجليزية)
- كيرك برودفود على موقع قاعدة بيانات كرة القدم.إي يو (الإنجليزية)
- كيرك برودفود على موقع ليكيب (الفرنسية)
- كيرك برودفود على موقع ناشيونال فوتبول تيمز (الإنجليزية)
- كيرك برودفود على موقع Soccerbase.com (لاعب) (الإنجليزية)
- كيرك برودفود على موقع Soccerway.com (الإنجليزية)
- كيرك برودفود على موقع عالم كرة القدم.نت (الإنجليزية)